# 陀螺棘豆
陀螺棘豆（学名：Oxytropis leptophylla var. turbinata）为豆科棘豆属下的一个变种。